# 大阪府立大学羽曳野キャンパス
大阪府立大学 羽曳野キャンパス（おおさかふりつだいがく はびきのキャンパス）は、大阪府羽曳野市に所在する大阪府立大学のキャンパスの一つである。

## 概要
- 使用学部 : 地域保健学域（看護学類、総合リハビリテーション学類）
- 使用研究科 : 看護学研究科、総合リハビリテーション学研究科
- 使用附属施設 : 羽曳野図書センター、療養学習支援センター
- 交通アクセス :
  - バス停「府立医療センター」から徒歩10分
  - バス停「大阪府立大学羽曳野キャンパス」から10分

キャンパス間バスのロータリーから正門までは桜通りという通りが伸びている。春には桜、秋には銀杏を楽しむことができる。
羽曳野キャンパスの建物はすべて繋がっているので雨の日でも濡れずに教室の移動ができる。

## 歴史
（歴史の主な出典は公式サイト）
- 1973年 - 大阪府立看護短期大学が大阪府住吉区の旧大阪女子大学の跡地に開学。
- 1994年 - 大阪府立看護短期大学を母体とする大阪府立看護大学が大阪府羽曳野市はびきのに開学し、看護学部看護学科を設置。大阪府立看護短期大学は大阪府立看護大学医療技術短期大学部に改称。
- 2003年 - 大阪府立看護大学に総合リハビリテーション学部を設置。
- 2005年 - 大阪府立看護大学、大阪府立大学、大阪女子大学が統合され、新大学「大阪府立大学」の一部となる。

## キャンパス間バス
中百舌鳥キャンパスと羽曳野キャンパスとを結ぶキャンパス間バスが無料で運行している。看護学類・総合リハビリテーション学類の学生は、1年次に週2回中百舌鳥キャンパスで授業を受けるので、その時の移動手段として運行されている。所要時間は40分。